# Сойсамбу (заповідник)
Заповідник Сойсамбу був створений у 2007 році для збереження флори, фауни та ландшафту в провінції Рифт-Веллі в Кенії. Він займає 190 км² і межує з Національним парком озера Накуру на заході.

## Історія
З моменту заснування Х'ю Чолмонделі, 3-м бароном Деламер, у 1906 році, ранчо Сойсамбу належало та управлялося родиною Деламер. На ранчо розводили великі стада великої рогатої худоби. Через непосильні витрати на збереження дикої природи, власники уклали партнерство, для створення заповідника, щоб сприяти громадському доступу, найкращим практикам управління та новій бізнес-моделі.
Серед відомих відвідувачів ранчо Вінстон Черчілль, який влаштував пікнік біля озера Елментейта в 1908 році та Евлін Во в 1930-х роках.

## Дика природа
Заповідник охоплює північний, західний і частину південного берегів озера Елментейта. Заповідник відомий своєю популяцією жираф Ротшильда, яких тут нараховується біля 200 особин. Крім того озеро Елментейта є місцем розмноження пеліканів. Вони гніздяться на скелястих островах на озері, але харчуються в іншому місці, на озері Накуру, за 10 км на захід, приносячи рибу (в першу чергу Tilapia grahamii ) пташенятам. На озері мешкає велика колонія фламінго.
Загалом у заповіднику проживає 450 видів птахів та понад 10,000 великих тварин 50 різних видів. Зокрема на берегах озера можна зустріти зебру, жирафу, буйвола, імпалу, канну, газель Томпсона, коба звичайного, лева, леопарда, плямисту та смугасту гієн, шакала, павіана, верветку, чорно-білого колобуса, каракала, вухату лисицю, кущову свиню, трубкозуба, земляного вовка, мангустів, генету, медоїда, зорилу, галаго, довгонога, дикобраза та ін..